# Abdias Trew
Abdias Trew (também Treu; Ansbach, 29 de julho de 1597 – Altdorf, Baviera, 12 de abril de 1669) foi um matemático alemão, professor de matemática e ciências físicas da Universidade de Altdorf de 1636 a 1669. É mais conhecido por suas contribuições à astronomia. Também contribuiu com obras sobre a natureza matemática da teoria musical. É avô do médico e botânico Christoph Jakob Trew.